# La casa de los líos
La casa de los líos es una serie de televisión española de género humorístico producida por Eduardo Campoy, emitida por Antena 3 durante varias temporadas entre 1996 y 2000. La idea original del argumento fue de Germán Álvarez Blanco.

## Argumento
Tras el divorcio de Pilar Valdés, su hermano Arturo (un vividor de avanzada edad, de vestimenta impecable y formas exquisitas) decide quedarse a vivir en la casa de su hermana, donde tratará de echar una mano con los problemas de la casa que incluyen los que tienen su hermana, sus cinco hijas (Mercedes, una divorciada a cargo de dos hijos; Manuela, una exitosa ejecutiva; Elvira, una enfermera activista; Sara, que vive en los EE. UU.; y Fifa, una joven amante de las discotecas y los ligues pasajeros) y la empleada del hogar Toñi. 
Mientras, Arturo monta un negocio de asesoría, de dudosa reputación, que se dedica a timar a sus clientes siempre que encuentra la ocasión. Para ello cuenta con su ejército de desgraciados ayudantes que no hacen más que desvivirse sin ver otra cosa que un cierre tras otro.

## Reparto
| Personaje                            | Actor                 |
| ------------------------------------ | --------------------- |
| Arturo Valdés                        | Arturo Fernández      |
| Pilar Valdés                         | Lola Herrera          |
| María Antonia "Toñi" García Albella  | Florinda Chico        |
| Mercedes "Merche" Bellapart Valdés   | Natalia Menéndez      |
| Manuela Bellapart Valdés             | Miriam Díaz-Aroca     |
| Elvira Bellapart Valdés              | Emma Ozores           |
| Fifa Bellapart Valdés                | Patricia Vico         |
| Pedro "Perico" Bejarano              | Goyo González         |
| Mariluz                              | Mabel Lozano          |
| Nicole                               | Amparo Climent        |
| Pilar "Piluquina" Zarra Bellapart    | Alicia Rozas          |
| Pablo "Pablito" Zarra Bellapart      | Alejandro Zafra       |
| Andrés Zarra                         | Pedro Miguel Martínez |
| Pandoro                              | Joe Watson            |
| Santiago "Santi" Velasco "Gualtrapa" | Alfonso Lara          |
| "Richi"                              | Paco Maldonado        |
| Adnan Pashogui                       | Jesús Castejón        |
| Natalia                              | Juncal Rivero         |
| Teresa                               | Belinda Washington    |

## Episodios
| Nº | Título                               | Fecha de emisión         |
| -- | ------------------------------------ | ------------------------ |
| 1  | Sociedad limitada                    | 15 de septiembre de 1996 |
| 2  | Noche de bakalao                     | 22 de septiembre de 1996 |
| 3  | Familia que conspira unida           | 29 de septiembre de 1996 |
| 4  | El retorno del Jordi                 | 6 de octubre de 1996     |
| 5  | La rebelión de Espartaca             | 13 de octubre de 1996    |
| 6  | El padre en casa                     | 20 de octubre de 1996    |
| 7  | Verano del 57                        | 27 de octubre de 1996    |
| 8  | Piratas informáticos                 | 3 de noviembre de 1996   |
| 9  | Al fin rico                          | 10 de noviembre de 1996  |
| 10 | Bienvenido, Míster Guagua            | 17 de noviembre de 1996  |
| 11 | Romance accidental                   | 24 de noviembre de 1996  |
| 12 | Un matrimonio por conveniencia       | 1 de diciembre de 1996   |
| 13 | Vacas flacas                         | 8 de diciembre de 1996   |
| 14 | Un Ronaldo en casa                   | 15 de diciembre de 1996  |
| 15 | Una noche como las demás             | 29 de diciembre de 1996  |
| 16 | Tres magos en la casa del Rey Arturo | 2 de enero de 1997       |
| 17 | Una aventura distinta                | 12 de enero de 1997      |
| 18 | La inauguración                      | 19 de enero de 1997      |
| 19 | Acosado                              | 26 de enero de 1997      |
| 20 | Medallas y lágrimas                  | 2 de febrero de 1997     |
| 21 | El sexo débil                        | 9 de febrero de 1997     |
| 22 | Celos en San Valentín                | 16 de febrero de 1997    |
| 23 | Miss Fifa                            | 23 de febrero de 1997    |
| 24 | Solo en casa                         | 2 de marzo de 1997       |
| 25 | Una boda de portada                  | 9 de marzo de 1997       |
| 26 | Mr. X                                | 16 de marzo de 1997      |
| 27 | El amor en los tiempos de bolsa      | 23 de marzo de 1997      |
| 28 | El don                               | 30 de marzo de 1997      |
| 29 | Vuelta a casa                        | 6 de abril de 1997       |
| 30 | Admiradores                          | 13 de abril de 1997      |
| 31 | La primera comunión                  | 20 de abril de 1997      |
| 32 | Rehenes                              | 27 de abril de 1997      |
| 33 | En la fiesta de Blas                 | 4 de mayo de 1997        |
| 34 | Juntos pero separados                | 11 de mayo de 1997       |
| 35 | Tormenta                             | 18 de mayo de 1997       |
| 36 | El mago de las finanzas              | 25 de mayo de 1997       |
| 37 | La caja de los espíritus             | 1 de junio de 1997       |
| 38 | La primavera siempre llama dos veces | 8 de junio de 1997       |
| 39 | Vuelve la Toñi                       | 15 de junio de 1997      |
| 40 | Vacaciones                           | 22 de junio de 1997      |

| N.º | Título                           | Fecha de emisión         |
| --- | -------------------------------- | ------------------------ |
| 41  | Al fin papá                      | 21 de septiembre de 1997 |
| 42  | La boda de Arturo Valdés         | 28 de septiembre de 1997 |
| 43  | Cariño, ¿por qué no te vas?      | 5 de octubre de 1997     |
| 44  | Emporio Arturo                   | 12 de octubre de 1997    |
| 45  | El retorno de Pashogui           | 19 de octubre de 1997    |
| 46  | El rey de la moda                | 26 de octubre de 1997    |
| 47  | Paz, amor y chatines             | 2 de noviembre de 1997   |
| 48  | El desfile                       | 9 de noviembre de 1997   |
| 49  | El gran vendedor                 | 16 de noviembre de 1997  |
| 50  | Cien millones de herencia        | 23 de noviembre de 1997  |
| 51  | Dile a Merche que la quiero      | 30 de noviembre de 1997  |
| 52  | Perra suerte                     | 7 de diciembre de 1997   |
| 53  | Problemas de familia             | 14 de diciembre de 1997  |
| 54  | En Navidad, amor y huelga, chato | 21 de diciembre de 1997  |
| 55  | 28-D                             | 28 de diciembre de 1997  |
| 56  | Regalos y bombas                 | 4 de enero de 1998       |
| 57  | ¡Te perdonamos, Arturo, pero...! | 11 de enero de 1998      |
| 58  | La quiebra de Emporio Arturo     | 18 de enero de 1998      |
| 59  | La familia y uno más             | 25 de enero de 1998      |
| 60  | El hijo del jeque                | 1 de febrero de 1998     |
| 61  | El honor de los Valdés           | 8 de febrero de 1998     |
| 62  | La resaca de San Valentín        | 15 de febrero de 1998    |
| 63  | Epidemia en la familia           | 22 de febrero de 1998    |
| 64  | La bomba Sara                    | 1 de marzo de 1998       |
| 65  | Armas de mujer                   | 8 de marzo de 1998       |
| 66  | Un soltero y un bebé             | 15 de marzo de 1998      |
| 67  | Entre dos mujeres                | 22 de marzo de 1998      |
| 68  | ¡Pa okupa duro, el tío Arturo!   | 29 de marzo de 1998      |
| 69  | La corrupción de la Toñi         | 5 de abril de 1998       |
| 70  | Dos novios atómicos              | 12 de abril de 1998      |
| 71  | Maldito vecino                   | 19 de abril de 1998      |
| 72  | Antes muerto que de otra         | 26 de abril de 1998      |
| 73  | Duelo de titanes                 | 3 de mayo de 1998        |
| 74  | Casablanca... o algo así         | 10 de mayo de 1998       |
| 75  | Emergencia en familia            | 17 de mayo de 1998       |
| 76  | La reina del juego               | 24 de mayo de 1998       |
| 77  | Fray Póker                       | 31 de mayo de 1998       |
| 78  | Atrapa a un ladrón               | 7 de junio de 1998       |
| 79  | El señor del anillo              | 14 de junio de 1998      |
| 80  | Las ardientes vacaciones del 98  | 21 de junio de 1998      |

| N.º | Título                                            | Fecha de emisión         |
| --- | ------------------------------------------------- | ------------------------ |
| 81  | Arturo, ¿quieres a Toñi por esposa?               | 20 de septiembre de 1998 |
| 82  | Dura vida la del hombre casado                    | 27 de septiembre de 1998 |
| 83  | Cobrar por todas partes                           | 4 de octubre de 1998     |
| 84  | El rey de los JASPS                               | 11 de octubre de 1998    |
| 85  | La princesa de las arenas                         | 18 de octubre de 1998    |
| 86  | Regreso al futuro                                 | 25 de octubre de 1998    |
| 87  | ¡La leche, ¿dónde están mis trajes?!              | 1 de noviembre de 1998   |
| 88  | ¡Arturo, ¿estamos locos los Valdés?!              | 8 de noviembre de 1998   |
| 89  | Mujeres hartas, muy hartas                        | 15 de noviembre de 1998  |
| 90  | La princhechita Amina                             | 22 de noviembre de 1998  |
| 91  | ¡Santa caña al poseído!                           | 29 de noviembre de 1998  |
| 92  | ¡Adiós, casino, adiós!                            | 6 de diciembre de 1998   |
| 93  | La banda del metro                                | 13 de diciembre de 1998  |
| 94  | Todos para uno                                    | 20 de diciembre de 1998  |
| 95  | La CIA contra Arturo Valdés                       | 27 de diciembre de 1998  |
| 96  | Soledad, maldita soledad                          | 3 de enero de 1999       |
| 97  | ¡Espías al ataque!                                | 17 de enero de 1999      |
| 98  | El combate del siglo                              | 24 de enero de 1999      |
| 99  | La herencia de Cantinflas                         | 31 de enero de 1999      |
| 100 | Gran lío en Antena 3                              | 7 de febrero de 1999     |
| 101 | Su primer asesinato                               | 14 de febrero de 1999    |
| 102 | Llega un ángel                                    | 21 de febrero de 1999    |
| 103 | Nunca escribas cartas, chato                      | 28 de febrero de 1999    |
| 104 | El rapto de Mari Luz                              | 7 de marzo de 1999       |
| 105 | El regreso de Manuela                             | 14 de marzo de 1999      |
| 106 | La familia es lo que cuenta                       | 21 de marzo de 1999      |
| 107 | La revancha de la Toñi                            | 28 de marzo de 1999      |
| 108 | Cuando los hombres lloran... ¡joder si lloran...! | 4 de abril de 1999       |
| 109 | Cariños y traiciones                              | 11 de abril de 1999      |
| 110 | Una situación embarazosa                          | 18 de abril de 1999      |
| 111 | ¡Tío Arturo, me he hecho mujer!                   | 15 de abril de 1999      |
| 112 | ¡No nos puedes dejar solos, Pilarín!              | 2 de mayo de 1999        |
| 113 | ¡Tras el testamento de la Toñi!                   | 9 de mayo de 1999        |
| 114 | ¡Dios mío, Arturo se ha...!                       | 16 de mayo de 1999       |
| 115 | ¡Empieza el Ruina Total!                          | 23 de mayo de 1999       |
| 116 | ¡La noche es dura, muy dura!                      | 30 de mayo de 1999       |
| 117 | ¡Un genio en la Zarzaleja!                        | 6 de junio de 1999       |
| 118 | ¡Primavera del 99: demasiado!                     | 13 de junio de 1999      |
| 119 | El embarazo de Nicole                             | 20 de junio de 1999      |
| 120 | Vacaciones con trampas                            | 27 de junio de 1999      |
| 121 | Las vacaciones del pobre Arturo                   | 4 de julio de 1999       |

| \| N.º \| Título \| Fecha de emisión \| \| --- \| ------------------------------ \| ----------------------- \| \| 122 \| ¿Qué fue de Arturo Valdés? \| 7 de noviembre de 1999 \| \| 123 \| Operación reconquista \| 14 de noviembre de 1999 \| \| 124 \| Reabre "Emporio Arturo" \| 21 de noviembre de 1999 \| \| 125 \| ¡A casarse tocan! \| 12 de diciembre de 1999 \| \| 126 \| Adivina quién viene a cenar \| 26 de diciembre de 1999 \| \| 127 \| Dos bodinas y casi un funeral \| 2 de enero de 2000 \| \| 128 \| ¡Esto es Jolivud, chatines! \| 9 de enero de 2000 \| \| 129 \| Un maldito equívoco \| 16 de enero de 2000 \| \| 130 \| Se buscan padres \| 23 de enero de 2000 \| \| 131 \| O César o casi nada \| 6 de febrero de 2000 \| \| 132 \| El "efecto Toñi" \| 13 de febrero de 2000 \| \| 133 \| Un triunfo, tras mil derrotas \| 20 de febrero de 2000 \| \| 134 \| El duelo \| 27 de febrero de 2000 \| \| 135 \| Tráfico de chapuzas \| 5 de marzo de 2000 \| \| 136 \| Dos gallos Valdés \| 16 de marzo de 2000 \| \| 137 \| ¡Que viene el AVE! \| 23 de marzo de 2000 \| \| 138 \| El partido de la Zarzaleja \| 30 de marzo de 2000 \| \| 139 \| Milagro en la Zarzaleja \| 6 de abril de 2000 \| \| 140 \| Camino de santidad \| 13 de abril de 2000 \| \| 141 \| El bromuro, ¿solo o con vino? \| 20 de abril de 2000 \| \| 142 \| ¡Hasta siempre, Arturo Valdés! \| 1 de mayo de 2000 \| |                                |                         |
| N.º | Título                         | Fecha de emisión        |
| 122 | ¿Qué fue de Arturo Valdés?     | 7 de noviembre de 1999  |
| 123 | Operación reconquista          | 14 de noviembre de 1999 |
| 124 | Reabre "Emporio Arturo"        | 21 de noviembre de 1999 |
| 125 | ¡A casarse tocan!              | 12 de diciembre de 1999 |
| 126 | Adivina quién viene a cenar    | 26 de diciembre de 1999 |
| 127 | Dos bodinas y casi un funeral  | 2 de enero de 2000      |
| 128 | ¡Esto es Jolivud, chatines!    | 9 de enero de 2000      |
| 129 | Un maldito equívoco            | 16 de enero de 2000     |
| 130 | Se buscan padres               | 23 de enero de 2000     |
| 131 | O César o casi nada            | 6 de febrero de 2000    |
| 132 | El "efecto Toñi"               | 13 de febrero de 2000   |
| 133 | Un triunfo, tras mil derrotas  | 20 de febrero de 2000   |
| 134 | El duelo                       | 27 de febrero de 2000   |
| 135 | Tráfico de chapuzas            | 5 de marzo de 2000      |
| 136 | Dos gallos Valdés              | 16 de marzo de 2000     |
| 137 | ¡Que viene el AVE!             | 23 de marzo de 2000     |
| 138 | El partido de la Zarzaleja     | 30 de marzo de 2000     |
| 139 | Milagro en la Zarzaleja        | 6 de abril de 2000      |
| 140 | Camino de santidad             | 13 de abril de 2000     |
| 141 | El bromuro, ¿solo o con vino?  | 20 de abril de 2000     |
| 142 | ¡Hasta siempre, Arturo Valdés! | 1 de mayo de 2000       |

## Equipo técnico
- Directores: Pablo Ibáñez T.,  José Miguel Ganga, Eva Lesmes, Toni Sevilla, Raúl de la Morena.
- Guionistas: Joaquín Andújar, Macu Tejera Osuna, Ángeles González Sinde, Joaquín Górriz, Alberto Macías, Fernando Marías, Emilio Mac Gregor, Raquel Aparicio, Germán Álvarez Blanco
- Productor: Eduardo Campoy

## Premios
- 1999: Arturo Fernández ganador del TP de Oro como Mejor Actor y Lola Herrera nominada a los Premios ATV como Mejor Actriz.
- 1998: Arturo Fernández ganador del TP de Oro como Mejor Actor y nominado a los Premios ATV como Mejor Interpretación.
- 1997: Arturo Fernández nominado al TP de Oro como Mejor Actor y la serie nominada al TP de Oro como Mejor Serie Nacional.
- 1996: Arturo Fernández nominado al TP de Oro como Mejor Actor.